# Álvaro Fuentes
 (décembre 2018).
Si vous disposez d'ouvrages ou d'articles de référence ou si vous connaissez des sites web de qualité traitant du thème abordé ici, merci de compléter l'article en donnant les références utiles à sa vérifiabilité et en les liant à la section « Notes et références ».
Pour les articles homonymes, voir Álvaro et Fuentes.
Álvaro Fuentes est le bassiste du groupe espagnol La Oreja de Van Gogh.
Il est né le 17 décembre 1975 à Getxo en Espagne. Très jeunes il va vivre à Saint-Sébastien avec ses parents et six frères et sœurs (Borja, Patricia, Covandonga, Gabriela, Sonsoles y Yago), il est l'avant-dernier enfant.
Il achète en 1993 une basse à un ami.
Il a connu Pablo Benegas et Haritz Garde, guitariste et batteur de La Oreja de Van Gogh, à la fac de droit. 
Il aime lire, écouter de la musique, jouer au foot ou encore regarder des films d'horreur.
Ses groupes de musique préférés : Belle & Sebastian, Radio Futura, Jefferson Airplane, Jamiroquai, Suede, Piratas, U2, Coldplay, La dama se esconde…